# Rodrigo Lopes Ferreira
Rodrigo Lopes Ferreira é biólogo e ecologista de cavernas da Universidade Federal de Lavras no Brasil. Ele descobriu que as fêmeas do gênero Neotrogla penetram nos machos com um órgão semelhante ao pênis. Por esta descoberta, Rodrigo ganhou o prêmio IgNobel de biologia em 2017.